# Shaqwedia Wallace
Pour les articles homonymes, voir Wallace.
Shaqwedia Wallace, née le 29 juin 1989 à Wilmington (Caroline du Nord), est une basketteuse américaine. 

## Biographie
Sortie de l'université des Owls de Temple, elle signe son premier contrat professionnel en Ligue 2 espagnole à Obenasa Navarra Pampelune à l'automne 2011, puis signe à Quinta dos Lobos au Portugal en janvier 2012 pour 7 rencontres (17,0 points, 4,9 rebonds et 1,9 passe décisive). En 2014, elle signe pour le club portugais de Clube Uniao Sportiva à  Punta Delgada pour deux saisons. Elle affiche des statistiques de 20,6 points, 6,2 rebonds et 2,7 passes décisives la première saison puis de 15,4 points, 5,2 rebonds et 2,9 passes décisives (17,1 points, 5,5 rebonds, 2,6 interceptions et 3,3 passes décisives en huit rencontres d'Eurocoupe). Opposée à Angers le 10 décembre 2015, elle inscrit 26 points, 8 rebonds et 7 passes décisives pour permettre à son équipe de l'emporter après prolongation.
Elle attire l'attention de l'entraîneur adverse David Girandière qui la signe la saison suivante : « Parce que je suis une vraie scoreuse, qui aime se créer ses propres positions de tir, justifie-t-elle. Je ne m'attendais pas à ce que ça attire une équipe comme Angers, mais j'étais très excitée aussi à l'idée de relever ce nouveau challenge. Je sais que j'ai encore à apprendre du basket européen ». Forte scoreuse, elle précise : « J'aime marquer, c'est mon rôle et ça le sera toujours, mais je sais aussi me mettre au service de l'équipe. Je veux faire ce qu'on attend de moi et être l'une des pièces du puzzle. C'est ce qui a fait notre force la saison dernière aux Açores. » Pour sa première rencontre sous les couleurs d'Angers, Shaqwedia Wallace inscrit 21 points à 8/10 aux tirs et réussit 2 interceptions en 30 minutes de jeu lors d'une victoire 93 à 67 contre Nice lors de l'Open LFB. Elle confirme lors de la victoire 57 à 55 face à Mondeville pour la septième journée de LFB avec 23 points à 9/15 aux tirs, et 5 rebonds pour 20 d'évaluation en 41 minutes de jeu.
En 2017-2018, elle joue dans le championnat belge à Waregem où elle tournait à 15,3 points et 5,1 rebonds.

## Palmarès
- Championne du Portugal (2015, 2016[2])
- Vainqueur de la Coupe du Portugal (2016[2])
- Vainqueur de la SuperCoupe du Portugal (2016[2])